# 艾登堡龍屬
艾登堡龍屬，又譯阿滕伯勒龍或阿騰伯洛龍，是蛇頸龍目的一屬，生存於侏儸紀早期的英格蘭多塞特郡。模式種是康氏艾登堡龍（A. conybeari），是在1993年由羅伯特·巴克（Robert Bakker）命名。屬名是以英國生物學家，同時也是著名自然紀錄片製作人的大衛·艾登堡為名；種名則是以19世紀英國地質學家威廉·康尼貝爾為名。

## 外部連結

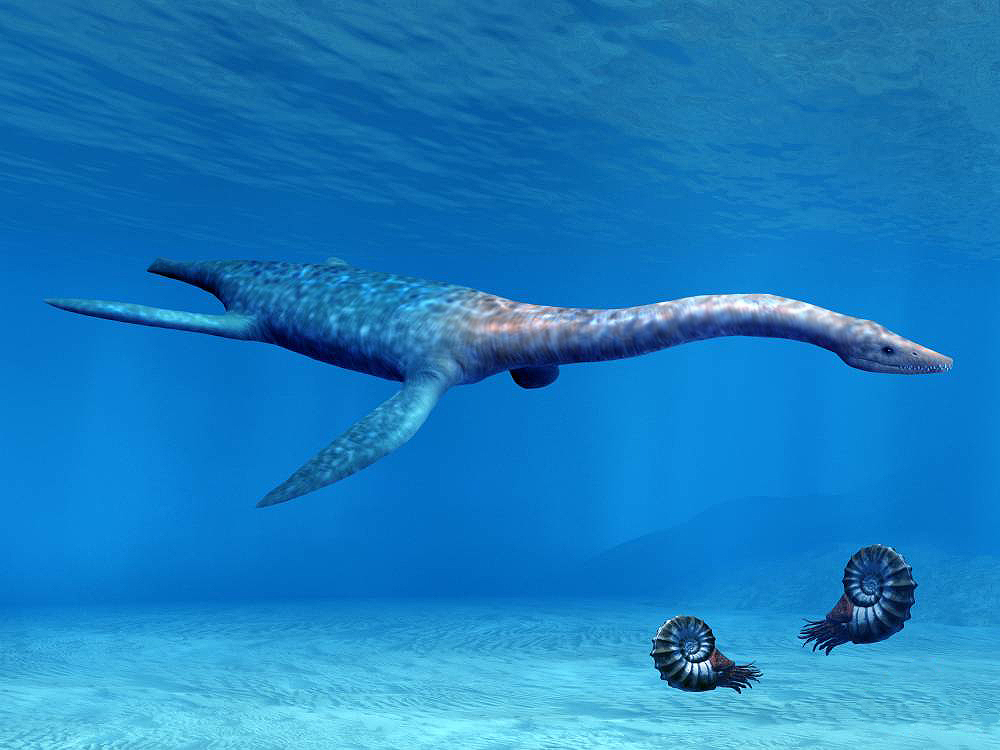
艾登堡龍與星菊石的復原圖

- Attenborosaurus in The Plesiosaur Directory